# فرودگاه بهالا
فرودگاه بهالا (به انگلیسی: Behala Airport) (به زبان بومی: Behala Flying Club) یک فرودگاه همگانی است که یک باند فرود آسفالت دارد و طول باند آن ۱۰۶۶ متر است. این فرودگاه در شهر کلکته کشور هند قرار دارد و در ارتفاع 3 m msl متری از سطح دریا واقع شده‌است.

## شرکت‌های هواپیمایی و مقصدهای پروازی
| شرکت‌های هواپیمایی      | مقصدهای پروازی                           |
| ---------------------- | ---------------------------------------- |
| Global Vectra Helicorp | بالورگهات، Durgapur، مالدا، Santiniketan |
| پاوان هانس             | بالورگهات، Durgapur، مالدا، Santiniketan |
| PairAir                | Digha                                    |